# Al-Mustaqbal
Al-Mustaqbal (in arabo المستقبل‎?), Il Futuro, è stata una lista elettorale palestinese guidata da Marwan Barghouti e presentata nel dicembre 2005 per le elezioni legislative in Palestina del 2006.

## Formazione

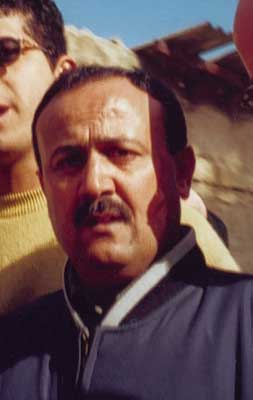
Marwān Barghūthī

Barghouti annunciò di aver formato il nuovo partito politico il 14 dicembre 2005. Al-Mustaqbal era composto principalmente da membri della "nuova guardia" di Fatah, militanti che avevano ripetutamente espresso malumori per la radicata corruzione nel partito.
La scissione seguì un precedente rifiuto di Barghouti di essere secondo nella lista di Fatah dietro il Primo Ministro palestinese Ahmed Qurei, posizione offerta da Mahmoud Abbas. Nelle primarie di Fatah, tenutesi poche settimane prima, Barghouti aveva guadagnato il primo posto in modo netto, ma Abbas inizialmente si era rifiutato di riconoscere tale risultato. Per tutta risposta, i sostenitori di Barghouti minacciarono di abbandonare Fatah. Abbas tentò quindi un compromesso dell'ultimo minuto che avrebbe permesso a Barghouti di salire in cima alla lista di Fatah, ma ciò non fu più sufficiente per Barghouti. Aderirono ad Al-Mustaqbal anche il ministro della sicurezza palestinese Mohammed Dahlan, oltre ad un certo numero di altri membri anziani di Fatah.
Le reazioni alla notizia furono diverse. Alcuni suggerirono che la mossa avrebbe potuto essere un passo positivo verso la pace, in quanto il nuovo partito di Barghouti avrebbe potuto aiutare a riformare i principali problemi del governo palestinese. Altri al contrario si preoccuparono per il fatto che in tal modo il voto di Fatà si sarebbe diviso, favorendo in tal modo Hamas. I sostenitori di Barghouti sostenevano che invece al-Mustaqbal avrebbe eroso consensi ad entrambi i partiti: la sua base elettorale sarebbero stati da un lato gli aderenti disincantati di Fatah, dall'altro tutti quegli elettori moderati di Hamas che, pur condividendo il sostegno sociale e la dura posizione sulla corruzione, non erano d'accordo con gli obiettivi politici generali.
Alcuni osservatori ipotizzarono che la creazione di Mustaqbal fosse principalmente una mossa tattica per portare i membri della giovane guardia in posizioni di maggiore preminenza all'interno di Fatah e della sua lista elettorale. Un'altra teoria voleva che, dopo le elezioni, Mustaqbal sarebbe stato parzialmente re-incorporato in Fatah, o avrebbe funzionato come parte di una coalizione parlamentare con essa, in opposizione ad Hamas e ad altri rivali politici.

## Ricompattamento
Il 28 dicembre 2005, fu annunciato che Fatah avrebbe presentato una nuova lista unitaria per le primarie di gennaio, composto da membri di Fatah e di Al-Mustaqbal. A Barghouti venne assegnato il posto di capolista. I portavoce di Al-Mustaqbal affermarono che la decisione di ricongiungersi a Fatah fu determinata dalla necessità di impedire ad Hamas di rafforzarsi. Poco dopo l'annuncio, Barghouti, dal 2002 detenuto in un carcere israeliano, iniziò a fare campagna per Fatah dalla sua cella, chiedendo scusa ai membri giovani di Fatah per gli errori passati del partito, soprattutto per quanto riguardava la corruzione. Nonostante la riunificazione delle liste, alcuni analisti ritennero che la divisione nel partito fosse tutt'altro che risolta e che dopo le elezioni si sarebbe verificato un aumento delle rivalità. Esisteva inoltre una chiara possibilità che tali rivalità avrebbero potuto sfociare nella violenza, poiché entrambe le fazioni erano un connessione con numerosi gruppi armati.

## Post-elezioni
Con la sconfitta di Fatà alle elezioni legislative, l'esperienza politica del gruppo riferito a Mustaqbal sembrò essere finita. Diversi mesi dopo la sua formazione, il partito non aveva ancora rivelato pubblicamente la sua piattaforma o posizioni, lasciando irrisolte molte domande sulle sue politiche, in particolare per quanto riguarda le richieste territoriali e la violenza contro Israele. Alcuni analisti suggerirono che il significato ultimo di Mustaqbal risiedette nel fatto che aveva dimostrato con fermezza quanto fosse ampio il divario esistente tra le vecchie e le giovani generazioni di attivisti di Fatah e che aveva finito per dividere il voto di Fatah in tutti quelle circoscrizioni elettorali in cui i membri di Mustaqbal si erano presentati fuori dalle liste unitarie di Fatah. Secondo molti questo fu in parte determinante per la vittoria di Hamas nelle elezioni palestinesi del 2006.